# Gee (EP)
Gee é o primeiro mini-álbum do girl-group sul coreano Girls' Generation. Foi lançado em 7 de janeiro de 2009 pela SM Entertainment.

## Promoção
Uma semana após seu lançamento, "Gee" alcançou a primeira posição do Music Bank; entretanto, dúvidas surgiram quando o grupo não apareceu no programa por motivos desconhecidos, com rumores alegando uma possível racha entre a SM Entertainment e a KBS. "Gee" também atingiu a primeira posição do Inkigayo da SBS uma semana após o retorno do grupo.
"Gee" inicialmente empatou com "Nobody", de Wonder Girls, como canção com mais semanas em número #1 na Mnet (6 semanas). A canção quebrou o recorde ao permanecer no topo pela sétima semana, ficando ainda na primeira posição na oitava semana. Também quebrou o recorde de canção com mais semanas em número #1 do Music Bank da KBS, superando as sete semanas conquistadas anteriormente por "One More Time" (2008) de Jewelry. "Gee" alcançou seu nono #1 no programa em 13 de março de 2009 e recebeu sua 10ª vitória em 26 de junho de 2009.[carece de fontes?]
A canção também teve grande impacto em outras paradas, alcançando o topo das paradas Mujikon, MelOn e Mnet por oito semanas consecutivas, a parada Dosirak por sete semanas, a parada Muse por seis semanas, e a parada Baksu por quatro semanas. "Gee" atingiu o topo da parada horária da Cyworld no dia de seu lançamento. A canção também alcançou a primeira posição em todas as principais tabelas musicais digitais, em dois dias. "Gee" foi classificada como a canção da década por um dos sites mais populares de música da Coreia do Sul, MelOn.

## Desempenho comercial
SM Entertainment divulgou que mais de 100.000 cópias do mini-álbum foram enviadas para as lojas, enquanto a empresa de análise de vendas Hanteo relatou vendas superiores a 30.000 cópias nos primeiros 10 dias de seu lançamento. De acordo com a SM Entertainment, o mini-álbum vendeu cerca de 65.000 cópias. Gee eventualmente conseguiu vender mais de 100.000 cópias.

## Lista de faixas
| Gee            |                         |                |                                   |         |  |
| N.º            | Título                  | Letras         | Produtor(es)                      | Duração |  |
| 1.             | "Gee"                   | E-Tribe        | E-Tribe                           | 3:20    |  |
| 2.             | "Way to Go!"            | ko             | Kenzie                            | 3:04    |  |
| 3.             | "Dear Mom"              | The Lighthouse | NODAY Taesung Kim (Iconic Sounds) | 4:05    |  |
| 4.             | "Destiny"               | Choi Gap Won   | Ahn Ik-soo                        | 3:26    |  |
| 5.             | "Let's Talk About Love" | Young-hu Kim   | Young-hu Kim                      | 4:11    |  |
| Duração total: | Duração total:          | Duração total: | Duração total:                    | 18:06   |  |

## Equipe
- Girls' Generation – vocais principais e vocais de apoio
- Lee Soo-man – produtor

## Histórico de lançamento
| País          | Data                    | Gravadora         | Formato |
| ------------- | ----------------------- | ----------------- | ------- |
| Coreia do Sul | 7 de janeiro de 2009    | SM Entertainment  | CD      |
| Filipinas     | 29 de janeiro de 2009   | Universal Records | CD      |
| Taiwan        | 13 de fevereiro de 2009 | Avex Taiwan       | CD      |